# Dasysyrphus dificilis
Dasysyrphus dificilis är en tvåvingeart som beskrevs av Barkalov 2007. Dasysyrphus dificilis ingår i släktet skogsblomflugor, och familjen blomflugor. Inga underarter finns listade i Catalogue of Life.